# Ланди, Ванесса
Ванесса Ланди (итал. Vanessa Landi; род. 12 сентября 1997) — итальянская лучница, участвующая в соревнованиях по стрельбе из олимпийского лука. Серебряный призёр чемпионата мира.

## Карьера
Ванесса Ланди родилась 12 сентября 1997 года.
На чемпионате Европы по стрельбе из лука в польском Легнице она выиграла серебряную медаль в женских командных соревнованиях и золотую медаль в смешанных командных соревнованиях.
Ванесса Ланди и олимпийский чемпион Мауро Несполи выиграли бронзовые медали в смешанных командных соревнованиях на чемпионате мира по стрельбе из лука 2019 года в Хертогенбосе. В матче за третье место итальянцы оказались со счётом 5:3 сильнее представителей Китайского Тайбэя.
В 2019 году она представляла Италию на Европейских играх 2019 года в Минске. На Кубке мира по стрельбе из лука 2019 года она вместе с Татьяной Андреоли и Лучиллой Боари выиграла серебряную медаль в женских командных соревнованиях в колумбийском Медельине. Для женской сборной Италии это оказалась первая медаль с 2016 года. На пути к финалу Ланди, Андреоли и Боари победили сборные Чили 6:0, Китай 5:3, а затем оказались в перестрелке сильнее Испании.